# Winnica (gemeente)
De gemeente Winnica is een landgemeente in het Poolse woiwodschap Mazovië, in powiat Pułtuski.
De zetel van de gemeente is in Winnica.
Op 30 juni 2004 telde de gemeente 4124 inwoners.

## Oppervlakte gegevens
In 2002 bedroeg de totale oppervlakte van gemeente Winnica 115,09 km², waarvan:
- agrarisch gebied: 79%
- bossen: 15%

De gemeente beslaat 13,89% van de totale oppervlakte van de powiat.

## Demografie
Stand op 30 juni 2004:
| Omschrijving                   | Totaal | Totaal | Vrouwen | Vrouwen | Mannen | Mannen |
| ------------------------------ | ------ | ------ | ------- | ------- | ------ | ------ |
| eenheid                        | aantal | %      | aantal  | %       | aantal | %      |
| inwoners                       | 4124   | 100    | 2050    | 49,7    | 2074   | 50,3   |
| bevolkingsdichtheid (inw./km²) | 35,8   | 35,8   | 17,8    | 17,8    | 18     | 18     |

In 2002 bedroeg het gemiddelde inkomen per inwoner 1570,53 zł.

## Administratieve plaatsen (sołectwo)
Bielany, Błędostowo, Brodowo-Bąboły, Budy-Zbroszki, Domosław, Glinice-Domaniewo, Glinice Wielkie, Gnaty-Lewiski, Gnaty-Wieśniany, Golądkowo, Górki-Baćki, Górki Duże, Górki-Witowice, Kamionna, Łachoń, Mieszki-Kuligi, Mieszki-Leśniki, Pawłowo, Poniaty-Cibory, Poniaty Wielkie, Powielin, Rębkowo, Skarżyce, Skorosze, Skoroszki, Skórznice, Smogorzewo Pańskie, Smogorzewo Włościańskie, Stare Bulkowo, Winnica, Winniczka, Zbroszki.

## Overige plaatsen
Białe Błoto, Brodowo-Wity, Gatka, Gnaty-Szczerbaki, Górka Powielińska, Nowe Bulkowo.

## Aangrenzende gemeenten
Gzy, Nasielsk, Pokrzywnica, Pułtusk, Serock, Świercze